# 3381 Міккола
3381 Міккола (3381 Mikkola) — астероїд головного поясу, відкритий 15 жовтня 1941 року.
Тіссеранів параметр щодо Юпітера — 3,462.